# 広島明子
広島 明子（ひろしま　あきこ、本名・同じ 9月22日 -）は、日本のフリーアナウンサー。愛知県出身。

## 来歴・人物
血液型はB型。東京外国語大学卒業(ちなみにオアシズの光浦靖子も同大学を卒業している。光浦を大学構内で見かけたことがあるが、広島のブログには「唯一、生で見たことがある芸人」と書かれている)。7歳から10歳までの4年間をアメリカで過ごしていた。名古屋市内にあるアナウンサーの養成所を経て、2001年4月より閉局するまでの約9年間、愛知国際放送にてニュースアナウンサーを勤めた。現在は、英会話講師や通訳、ナレーション関連の仕事で幅広い活動をしている。ブログを始めた当初からよく食べ物の話題が多く書かれている(本人は特にグルメであるとは思わないらしい)。 英語が得意であることから英語の間違いを指摘している記事もある。

## 過去の仕事

### 担当番組
FM AICHI
- ヒッツタウンサポーター(レポートドライバー)
- J-POP リパブリック(パーソナリティ)

RADIO-i
- ニュースアナウンサー(英語・日本語の両方を担当) 　2001年4月 - 2010年9月30日

※ほぼ毎日出演していた。
NHKワールド・ラジオ日本(愛・地球博関連)
- 『Look Inside EXPO2005 AICHI』(レポーター)　2005年3月 - 2005年9月

※愛・地球博開催期間中。

また、イベントの司会や通訳・翻訳といった仕事も多数行っている。

## 現在の仕事
RADIO-iが閉局してからすぐ開催されたCOP10の通訳関連の仕事をした事がある。その後、しばらくは今後やっていく仕事について考える時間を設けていたが、翌年の1月に英会話講師になる事を決めて4月より活動を開始した。ナレーションの仕事もしていて、日本に来る外国人観光客向けのアナウンスを担当したり、模試のリスニング問題や入試対策の学習テキスト、さらに英語を習い始めた中学生向けにフォニックスと呼ばれる発音・綴りを覚える為の教材に携わっている。 CMのナレーションをしていた時期もある。

## その他
- 民放ラジオ101社統一キャンペーン ラジオがやってくる!
(当時、RADIO-iのiJだったデヴィッド・ヤナセと共に愛知県立岡崎高等学校を訪問して実際に英語の特別授業を行った。)[4]

## RADIO-iでの評判
ネイティブな発音(またはそれに近い発音)で知られ、リスナーやiJ(RADIO-iではDJの事をiJと呼ぶ。)からの評価は非常に高い。自己PRにおいても自慢できる事の一つに「英語の発音」を挙げている。しかし、日本人リスナーの一部から「英語の発音が悪い。」と指摘された事もある。RADIO-iのアナウンサーを9年続けてきたが、広島宛に来るファンメールや応援メッセージも多く、励みになったという。iJの佐野瑛厘と長い付き合いである。佐野の担当していたワイド番組と閉局の日に放送された特別番組(iJが時間毎に交替して番組を進行)においてそれぞれ二人のトークが放送された。また、清水陽子の番組においてもトークが交わされた。そのトークの模様がYouTube上で公開されている。清水とは局を通じて知り合ったが、今では清水の主催する展覧会に毎回、足を運んでいる。	